# Haploclathra leiantha
Haploclathra leiantha là một loài thực vật có hoa trong họ Calophyllaceae. Loài này được (Benth.) Benth. mô tả khoa học đầu tiên năm 1861.